# 岩佐勇研
岩佐 勇研（いわさ ゆうけん、1999年7月2日 - ）は、北海道札幌市出身のスキージャンプ選手である。ノルディックスキージュニア世界選手権スキージャンプ団体銅メダリストである。姉は、同じくスキージャンプ選手の岩佐明香。

## 経歴
5歳で姉と一緒に競技を始めた。出身校は札幌市立藤野小学校、札幌市立藤野中学校、札幌日本大学高等学校。中学2、3年時に全国中学校スキー大会を連覇する。
2014年9月にルシュノヴで開かれたFISカップが初の海外遠征となり、2日間共に30位以内を獲得した。2015年は1月にコンチネンタルカップ札幌大会に初出場し、25位でポイントを獲得した。ノルディックスキージュニア世界選手権ルシュノヴ大会に出場し、スキージャンプ男子個人で18位、 団体で銅メダルを獲得した。
2016/17シーズンはFISカップで2勝をあげた他、ジュニア世界選手権パークシティ大会では個人で15位、男子団体で4位、混合団体で3位を獲得した。2017年2月11日にはワールドカップ札幌大会に初出場し、30位でポイントを獲得した。2017年冬季アジア大会札幌大会では個人ノーマルヒル、ラージヒル共に銀メダルを獲得し、団体では金メダルを獲得した。
2017/18シーズンは、夏はコンチネンタルカップおよびサマーグランプリ白馬大会に参戦、冬はコンチネンタルカップ参戦後ジュニア世界選手権カンデルシュテーク大会では男子団体および混合団体でそれぞれ7位を獲得した。
2018年3月に札幌日本大学高校を卒業後、東京美装興業に入社する。2018/19シーズンは、コンチネンタルカップおよびサマーグランプリに参戦し、白馬大会第1戦で10位となる。冬は主にコンチネンタルカップを転戦し、ジュニア世界選手権ラハティ大会では個人で10位、男子団体で4位、混合団体で7位を獲得した。
2019/20シーズンの夏はコンチネンタルカップおよびサマーグランプリに参戦。冬は主にコンチネンタルカップを転戦し、ヴィケルスン大会で3位に入賞した。ワールドカップには6戦出場し、札幌大会を含む4戦でポイントを獲得した。国内戦では国体およびTVh杯を制した。
2020/21シーズンは、名寄市・ピヤシリシャンツェ大会での国内雪上開幕2連戦で連勝後、ワールドカップに参戦。本選には3戦出場したがポイント獲得はならなかった。コンチネンタルカップでは、8戦中2戦で1桁順位となった。
2021/22シーズンは、サマーグランプリに出場しポイントを獲得。名寄・吉田杯を連覇し、HBC杯およびTVh杯で優勝した。
2022/23シーズンは、札幌五輪記念、宮様大会2戦を制した。ワールドカップは札幌大会2戦に出場したが、ポイントは獲得できなかった。
2023年8月、大会中に左膝前十字靱帯を断裂し、このシーズンはこれ以降大会に出場できなかった。

## 主な競技成績

### 国際大会

#### アジア冬季競技大会
- 2017年札幌大会（ 日本）
  - 男子個人ノーマルヒル 2位
  - 男子個人ラージヒル 2位
  - 男子団体ラージヒル 1位（岩佐勇研、佐藤幸椰、中村直幹、伊藤将充）

#### ジュニア世界選手権
- 2016年ルシュノヴ大会（ ルーマニア）
  - 男子個人 18位
  - 男子団体 3位（伊藤将充、岩佐勇研、中村直幹、小林陵侑）
- 2017年パークシティ大会（ アメリカ合衆国）
  - 男子個人 15位
  - 混合団体 3位（渡邉陽、伊藤将充、瀬川芙美佳、岩佐勇研）
  - 男子団体 4位（伊藤将充、栗田力樹、二階堂蓮、岩佐勇研）
- 2018年カンデルシュテーク大会（ スイス）
  - 混合団体 7位（大井栞、岩佐勇研、丸山希、栗田力樹）
  - 男子団体 7位（伊藤将充、山川太朗、岩佐勇研、栗田力樹）
- 2019年ラハティ大会（ フィンランド）
  - 男子個人 10位
  - 混合団体 7位（勢藤理桜、二階堂蓮、大井栞、岩佐勇研）
  - 男子団体 7位（小林龍尚、二階堂蓮、西森海翔、岩佐勇研）

#### ワールドカップ
- 最高順位23位（2022/23シーズンまで）

| シーズン | 順位 | ポイント |
| -------- | ---- | -------- |
| 2016/17  | 71.  | 1        |
| 2019/20  | 54.  | 14       |
| 2020/21  | .    | 0        |
| 2022/23  | .    | 0        |

#### サマーグランプリ
- 最高順位8位（2021シーズンまで）

| シーズン | 順位 | ポイント |
| -------- | ---- | -------- |
| 2017     | .    | 0        |
| 2018     | 43.  | 38       |
| 2019     | 20.  | 113      |
| 2021     | 59.  | 20       |

#### コンチネンタルカップ
- 通算 3位2回（2020/21シーズンまで）

| シーズン | 夏   | 夏       | 冬    | 冬       | 通算  | 通算     |
| シーズン | 順位 | ポイント | 順位  | ポイント | 順位  | ポイント |
| -------- | ---- | -------- | ----- | -------- | ----- | -------- |
| 2014/15  | –    | –        | 0124. | 006      | 0161. | 006      |
| 2015/16  | –    | –        | 0106. | 009      | 0143. | 009      |
| 2016/17  | 025. | 0130     | 081.  | 048      | 054.  | 0178     |
| 2017/18  | 044. | 055      | 072.  | 043      | 064.  | 098      |
| 2018/19  | –    | –        | 037.  | 0149     | 061.  | 0149     |
| 2019/20  | 073. | 033      | 021.  | 0274     | 029.  | 0307     |
| 2020/21  | –    | –        | 027.  | 0181     | 027.  | 0181     |
| 2022/23  | 058. | 012      | 081.  | 018      | 088.  | 030      |

### 国内大会
- 第51回、52回 全国中学校スキー大会 - 優勝
- 第34回、35回 札幌市長杯宮の森サマージャンプ大会少年組 - 優勝
- 第72回 国民体育大会冬季大会スキー競技会少年組 - 優勝
- 第88回、89回 宮様スキー大会国際競技会少年組ノーマルヒル - 優勝
- 第89回 宮様スキー大会国際競技会少年組ラージヒル - 優勝
- 2017、2018全日本ジュニアスキー選手権大会 - 優勝
- 第16回 NBS杯スペシャルジャンプ白馬大会 - 優勝
- 第75回 国民体育大会冬季大会スキー競技会成年A組 - 優勝
- 第31回、33回 TVh杯ジャンプ大会男子組 - 優勝
- 第51回 名寄ピヤシリジャンプ大会 - 優勝
- 第36回、37回 吉田杯ジャンプ大会 - 優勝
- 第64回 HBCカップジャンプ競技会 - 優勝
- 第19回 名寄サンピラー国体記念サマージャンプ大会 - 優勝
- 2022鹿角サマージャンプ・コンバインド大会スペシャルジャンプ男子の部 - 優勝
- 第51回 札幌オリンピック記念スキージャンプ競技大会 - 優勝
- 第94回 宮様スキー大会国際競技会成年組ノーマルヒル・ラージヒル - 優勝